# Pseudosphex sericea
Pseudosphex sericea är en fjärilsart som beskrevs av Carlos Schrottky 1910. Pseudosphex sericea ingår i släktet Pseudosphex och familjen björnspinnare. Inga underarter finns listade.